# PESEL
PESEL (polsky Powszechny Elektroniczny System Ewidencji Ludności, Univerzální elektronický systém pro evidenci obyvatelstva) je národní identifikační číslo (rodné číslo) používané v Polsku od roku 1979. Číslo má 11 číslic, identifikuje přesně jednu osobu (občana) a po přidělení jej nelze změnit, s výjimkou specifických situací jako je například změna pohlaví.
Číslo PESEL je povinné pro všechny obyvatele Polska s trvalým pobytem a pro obyvatele s dočasným pobytem žijící v Polsku déle než dva měsíce.